# كلينتون غريغوري
كلينتون غريغوري (بالإنجليزية: Clinton Gregory)‏ هو عازف كمان ‏ ومغن مؤلف أمريكي، ولد في 1 مارس 1964.

## وصلات خارجية
- الموقع الرسمي
- كلينتون غريغوري على موقع ميوزك برينز (الإنجليزية)
- كلينتون غريغوري على موقع ديسكوغز (الإنجليزية)